# FC TVMK Tallinn
FC TVMK Tallinn war ein estnischer Fußballverein mit Sitz in Tallinn, der von 1951 bis 2008 existierte. Der Verein holte einige estnische Titel. Das Ende wurde 2008 aufgrund finanzieller Schwierigkeiten besiegelt. Die Vereinsfarben waren blau-weiß, gespielt wurde im 	Kadrioru Staadion. Der TVMK stellte zu diesem Zeitpunkt sowohl eine Mannschaft in der Meistriliiga als auch in der Esiliiga. Partner und Namensgeber war lange Jahre die Möbelfirma TVMK.

## Geschichte
- 1951	Gründung als TVMK Tallinn
- 1992	Umbenennung in TVMV Tallinn
- 1995	Gründung als Tevalte-Marlekor Tallinn
- 1996	Umbenennung in Marlekor Tallinn
- 1997	Umbenennung in TVMK Tallinn
- 2008 Ende des Bestehens

## Erfolge
- Estnische Meisterschaft: 2005
- Estnischer Pokal: 2003, 2006
- Estnischer Supercup: 2003, 2005

## Europapokalbilanz
| Saison  | Wettbewerb            | Runde                  | Gegner                | Gesamt | Hin     | Rück    |
| ------- | --------------------- | ---------------------- | --------------------- | ------ | ------- | ------- |
| 2001    | UEFA Intertoto Cup    | 1. Runde               | Hapoel Haifa          | 0:5    | 0:2 (A) | 0:3 (H) |
| 2002/03 | UEFA-Pokal            | Qualifikation          | Dinamo Tiflis         | 1:5    | 1:4 (A) | 0:1 (H) |
| 2003/04 | UEFA-Pokal            | Qualifikation          | Odense BK             | 1:4    | 1:1 (A) | 0:3 (H) |
| 2004/05 | UEFA-Pokal            | 1. Qualifikationsrunde | ÍA Akranes            | 3:6    | 2:4 (A) | 1:2 (H) |
| 2005/06 | UEFA-Pokal            | 1. Qualifikationsrunde | Myllykosken Pallo -47 | 1:2    | 1:1 (H) | 0:1 (A) |
| 2006/07 | UEFA Champions League | 1. Qualifikationsrunde | FH Hafnarfjörður      | 3:4    | 2:3 (H) | 1:1 (A) |
| 2007    | UEFA Intertoto Cup    | 1. Runde               | FC Honka Espoo        | 2:4    | 0:0 (A) | 2:4 (H) |
| 2008/09 | UEFA-Pokal            | 1. Qualifikationsrunde | FC Nordsjælland       | 0:8    | 0:3 (H) | 0:5 (A) |

Gesamtbilanz: 16 Spiele, 4 Unentschieden, 12 Niederlagen, 11:38 Tore (Tordifferenz −27)

## Trainer
- Sergei Nikolajewitsch Juran (2006)